# Джавид, Саламулла
Саламулла Джавид (азерб. Salamulla Molla Haşım oğlu Cavid, 1900, Хельхаль, Ардебиль — 1986, Тегеран) — врач, политик, писатель, член Азербайджанской Демократической Партии, министр внутренних дел Национального правительства Азербайджана. В 1946 году был назначен губернатором Азербайджана.
С 1948 по 1953 год возглавлял Центральное бюро Азербайджанской Демократической Партии, действовавшее в Тегеране подпольно. Неоднократно подвергался арестам за свою политическую деятельность. В последние годы жизни занимался литературой. Участвовал в создании Общества азербайджанских писателей и поэтов в Тегеране. Автор нескольких книг по литературе и медицине.

## Биография
Саламулла Молла Гашим оглы Джавид родился в 1900 году в селе Ниров региона Халхал. Когда он был ребёнком, умерла его мать, поэтому воспитывался в семье дяди. Начальное образование получил в медресе Моллы Гусейна. Его дядя Махаррам Насрулла оглы из-за своих политических взглядов и оппозиции правительству находился под постоянным преследованием. Чтобы избежать ареста, в 1910 году он и его семья тайно переехали в Баку. В Баку Саламулла Джавид сначала учился в школе Хаджи Энама Халхалы, а затем — в школе «Иттихад». В 1914 году, когда директором школы стал Маммадали Тарбийат, лучшим ученикам начали оказывать материальную помощь. Эту поддержку получил и Саламулла Джавид. Во время обучения в гимназии он параллельно работал учителем в школе «Тамаддун». После окончания гимназии продолжил медицинское образование в Баку, а позже — в Тегеране. В 1922 году публиковал статьи под псевдонимом «Хасанзаде» в газете «Хакикат», выходившей в Тегеране.
 Из-за участия в движении под руководством Абульгасыма Лахути в Тебризе (1921 г.) был подвергнут преследованиям. Именно поэтому он снова вернулся в Баку и продолжил медицинское образование. Завершив обучение в вузе, отправился в Москву для прохождения курса усовершенствования. Вернувшись из Москвы, жил в Баку до 1929 года. Позже с семьёй уехал в Иран. Проведя три месяца в Мешхеде, переехал в Тегеран. В столице Ирана он работал врачом вместе с супругой.
27 декабря 1930 года был арестован Сеид Джафар Пишевари. После этого Саламулла Джавид также попал под преследование и 13 марта 1931 года был задержан. 93 дня провёл в одиночной камере. Через некоторое время его перевели в тюрьму «Гасри-Каджар». Сначала Джавида содержали в одиночке, а затем перевели в одну камеру с Сеидом Джафаром Пишевери. После освобождения его выслали в Кашан, где он продолжал заниматься врачебной практикой вместе со своей супругой. В 1934 году был назначен начальником Управления здравоохранения Кашана. Проработав там, в 1941 году вновь переехал в Тегеран вместе с семьёй. В Тегеране он проводил пропаганду в пользу только что созданной Азербайджанской Демократической Партии (АДП).

### Во времена Национального правительства Азербайджана
В 1945 году он вместе с семьёй переехал в Тебриз. 20 ноября 1945 года был избран членом президиума Азербайджанского Народного Конгресса, начавшего свою работу в здании театра «Эрк» в Тебризе. В том же году стал депутатом Национального Меджлиса Азербайджана. Сеид Джафар Пишевери назначил его министром внутренних дел образованного Национального правительства Азербайджана. 15 января 1946 года была создана комиссия из 15 человек для разработки Конституции Национального правительства, и Саламулла Джавид вошёл в её состав. В мае 1946 года, когда Сеид Джафар Пишевери уехал в Тегеран на переговоры, Саламулла Джавид в течение нескольких дней исполнял обязанности главы правительства и был премьер-министром Национального правительства Азербайджана.
В 1946 году он был назначен генерал-губернатором Азербайджана. В июле направился в Тегеран для переговоров. Сначала встретился с премьер-министром Ахмадом Кавамом, а 11 июля 1946 года — с Мохаммедом Резой Пехлеви. Он провёл там 17 дней, добившись некоторых результатов в переговорах. 1 августа 1946 года делегация под руководством Саламуллы Джавида (в которую входили Хаджи Мирза Али Шебюстери, Садыг Падыган, генерал Махмуд Панахиан, полковник Муртазави, майор Тограи) отправилась в Тегеран для дальнейших переговоров. До распада Национального правительства он оставался губернатором Азербайджана. 13 декабря 1946 года, при поддержке США и Великобритании, в Тебриз вошли иранские войска. Национальное правительство Азербайджана пало. После его падения Саламулла Джавид был арестован и отправлен в Тегеран.

### После распада Национального правительства Азербайджана
После прибытия в Тегеран его на некоторое время поместили под домашний арест. 2 августа 1947 года он был освобождён.
В 1948—1953 годах в Тегеране подпольно действовало Центральное бюро Азербайджанской Демократической Партии (АДП), которым руководил Саламулла Джавид. Бюро имело отделения во многих районах Южного Азербайджана. Его деятельность заключалась в тайном издании газет на азербайджанском языке, организации обществ молодёжи и женщин Азербайджана, а также поддержании связи с отделением АДП в Баку. В феврале 1948 года его вновь арестовали и приговорили к двум годам заключения. На Саламуллу Джавида также распространилась объявленная Мохаммедом Резой Пехлеви амнистия, и в июле 1948 года он был освобождён. В августе 1952 года в городе Тус состоялась первая подпольная конференция Центрального бюро.
После государственного переворота 1953 года в Иране он был арестован. Его продержали под стражей 15 дней, затем освободили «за отсутствием вины». Спустя пять месяцев его снова задержали. Он провёл 5 месяцев в тюрьме «Гасри Зирех», после чего, по причине доказанной невиновности, его вновь освободили.
Начиная со второй половины 1950-х годов активно участвовал в нескольких литературных собраниях, действовавших в Тегеране, и больше времени уделял литературной деятельности. На этих собраниях собирались такие деятели, как Али Азери, Насрулла Фетхи, Джаббар Багчабан, Мухаммедали Фарзане, Булут Гарачорлу Саханд, Хасан Маджидзаде Савалан и другие, где они обсуждали литературу, делились своими произведениями и оценивали их. Кроме того, в этих кругах распространялись в рукописном виде тюркоязычные произведения классиков — эпосы «Кёроглу», «Деде Коркут», а также «Хопхопнаме» Мирзы Алекбера Сабира, сатирические стихи Мирзы Али Моджюза. Это всё было направлено на пропаганду азербайджанской литературы. В этот период в литературные собрания приходил и Мухаммедхусейн Шахрияр. Поскольку при шахском режиме печать книг на азербайджанском языке была запрещена, приходилось издавать их подпольно и использовать псевдонимы. Саламулла Джавид подписывал свои тайно изданные книги на азербайджанском языке псевдонимом «Джад». В 1964 году он написал «Самостоятельное изучение языка», а в 1965 году — «Образцы азербайджанского фольклора». В апреле 1979 года участвовал в создании Общества азербайджанских писателей и поэтов в Тегеране. В 1979 году основал в Тегеране литературное объединение «Встреча друзей». Также написал несколько трудов по медицине: «Учебник медицины и лечения», «Производство табака и рак», «Уход за младенцами». После Исламской революции в Иране в 1980 году выпустил свою книгу «Встреча с друзьями».
В 1986 году он скончался в Тегеране. После его смерти Мухаммедхусейн Шахрияр посвятил ему стихотворение «Доктор Джавид тоже ушёл». По его завещанию книги из его личной библиотеки были переданы Национальной библиотеке Тебриза. Он оставил мемуары о своей жизни и деятельности. В 2003 году эти воспоминания, подготовленные и отредактированные Экремом Мишовдаглы, были изданы под названием «Доктор Саламулла Джавид С тоской по тем дням».

## Личная жизнь
Саламулла Джавид родился в семье Моллы Гашима. Когда он был ребёнком, умерла его мать, и его воспитали дядя Махаррам Насрулла оглы и жена дяди, Дюрря ханым. Он женился на Бикеханым ханым. В этом браке у него родились: сын Азад в 1929 году, сын Никзад в 1934 году, а также сын Бехзад в более поздние годы.

## Примечание
1. 1 2 3  Ələkbərli, 2021, p. 388.
2. 1 2 3 4  Cavid, 2005, p. 7.
3. 1 2 3  Ələkbərli, Faiq. Güney Azərbaycanda milli maarifçilik, türkçülük/turançılıq və azərbaycançılıq :  [азерб.]. — Баку : Türküstan qəzeti, 2022. — Vol. V. — P. 6. Архивная копия от 18 июля 2024 на Wayback Machine
4. ↑  Cavid, 2005, p. 8.
5. ↑  Rəhimli, 2009, p. 31.
6. ↑  Cavid, 2005, p. 9.
7. ↑  Həsənli, 1998, p. 248.
8. ↑  Cavid, 2005, p. 17.
9. ↑  Cavid, 2005, p. 18.
10. ↑  Rəhimli, Əkrəm. 662 saylı məhbus – S.C.Pişəvəri :  [азерб.]. — Баку : Nurlar NMP, 2019. — P. 18.
11. ↑  Cavid, 2005, p. 21.
12. ↑  Cavid, 2005, p. 22.
13. ↑  Cavid, 2005, p. 25.
14. 1 2  Rəhimli, 2009, p. 167.
15. ↑  Cavid, 2005, p. 34.
16. ↑  Cavid, 2005, p. 35.
17. ↑  Cavid, 2005, p. 39.
18. ↑  Cavid, 2005, p. 45.
19. ↑  Cavid, 2005, p. 46.
20. ↑  Pişəvəri, 2005, p. 255.
21. ↑  Çeşmazər, 1986, p. 71.
22. ↑  Həsənli, 2006, p. 156.
23. ↑  Həsənli, 1998, p. 295.
24. ↑  Cavid, 2005, p. 47.
25. ↑  Çeşmazər, 1986, p. 65.
26. ↑  Həsənli, 2006, p. 223.
27. ↑  Cavid, 2005, p. 51.
28. ↑  Rəhimli, 2009, p. 92.
29. ↑  Rəhimli, Əkrəm. .C.Pişəvəri Tehran-Təbriz danışıqlarında. Xalq Cəbhəsi qəzeti (29 декабря 2016). Дата обращения: 12 декабря 2024. Архивировано 13 сентября 2019 года.
30. ↑  GOVERNOR-GENERAL OF AZERBAIJAN :  [англ.]. — Sidney : The Sydney Morning Herald, 1946-06-18. — P. 1.
31. ↑  Həsənli, 2006, p. 386.
32. ↑  Mərəndli, 2017, p. 128.
33. ↑  Cavid, 2005, p. 52.
34. ↑  Həsənli, 2006, p. 387.
35. ↑  Rəhimli, Əkrəm. Tehran-Təbriz danışıqları, milli hökumətin  süqutunun  əlamətləri - 22-ci yazı. Xalq Cəbhəsi qəzeti (15 октября 2019). Дата обращения: 12 декабря 2024.
36. ↑  Cavid, 2005, p. 57.
37. ↑  Rəhimli, 2009, p. 133.
38. ↑  Cavid, 2005, p. 59.
39. ↑  McEvoy, Joanne. Power Sharing in Deeply Divided Places / Joanne McEvoy, Brendan O'Leary. — Filadelfiya : University of Pennsylvania Press, 2013. — P. 191. — ISBN 9780812245011.
40. ↑  George Lenczowski. «United States' Support for Iran’s Independence and Integrity, 1945—1959», Annals of the American Academy of Political and Social Science, Vol. 401, America and the Middle East. (may, 1972), s. 49
41. ↑  Mərəndli, 2017, p. 132.
42. ↑  Cavid, 2005, p. 65.
43. ↑  Həsənli, 2006, p. 449.
44. 1 2 3 4 5 6 7  Mirzəyeva, Lətifə. Salamulla Cavid. Respublika qəzeti (24 сентября 2020). Дата обращения: 10 декабря 2024.
45. ↑  Cavid, 2005, p. 68.
46. ↑  Zülfqarlı, Məhərrəm. Tarixşünaslıq (1920-1991-ci illər) :  [азерб.]. — Баку, 2017. — P. 210.
47. 1 2  Tağıyeva,Rəhimli,Bayramzadə, 2000, p. 280.
48. ↑  Ələkbərli, 2021, p. 133.
49. ↑  Bayramzadə, 2016, p. 210.
50. ↑  Cavid, 2005, p. 75.
51. ↑  Tağıyeva,Rəhimli,Bayramzadə, 2000, p. 281.
52. 1 2  Cavid, 2005, p. 77.
53. ↑  Cavid, 2005, p. 79.
54. ↑  Tağıyeva,Rəhimli,Bayramzadə, 2000, p. 330.
55. ↑  Ələkbərli, 2021, p. 146.
56. ↑  İsmayılov, Güləddin. Qaflanti Murədəli Qureyşi. Azərbaycan Demokrat Firqəsi (21 сентября 2021). Дата обращения: 11 декабря 2024. Архивировано 27 сентября 2023 года.
57. ↑  Cavid, 2005, p. 78.
58. ↑  Balayev, 2018, p. 15.
59. ↑  AMEA Şərqşünaslıq İnstitutunda Əkrəm Rəhimlinin 85 illik yubileyi qeyd olunub (азерб.). Report İnformasiya Agentliyi (21 июня 2020). Дата обращения: 10 декабря 2024.
60. ↑  Cavid, 2005, p. 5—6.